# Бад-Бертріх
Бад-Бертріх (нім. Bad Bertrich) — громада в Німеччині, розташована в землі Рейнланд-Пфальц. Входить до складу району Кохем-Целль. Складова частина об'єднання громад Ульмен.
Площа — 8,71 км2. Населення становить 1024 ос. (станом на 31 грудня 2020).